# Cerreto Sannita
Cerreto Sannita är en ort och kommun i provinsen Benevento i regionen Kampanien i Italien. Kommunen hade 3 852 invånare (2017).